# Departamento de General San Martín (kommun i Córdoba)
Departamento de General San Martín är en kommun i Argentina.   Den ligger i provinsen Córdoba, i den centrala delen av landet, 500 km nordväst om huvudstaden Buenos Aires. Antalet invånare är 116 107.
Trakten runt Departamento de General San Martín består till största delen av jordbruksmark. Runt Departamento de General San Martín är det ganska glesbefolkat, med 25 invånare per kvadratkilometer.